# Tribsees
Tribsees é uma cidade da Alemanha localizada no distrito de Vorpommern-Rügen, estado de Mecklemburgo-Pomerânia Ocidental.
É membro e sede do Amt de Recknitz-Trebeltal.